# Віктор Вебер фон Вебенау
Віктор Марія Віллібальд Вебер, Едлер фон Вебенау (нім. Viktor Maria Willibald Weber Edler von Webenau; 13 листопада 1861, Нойгаус — 6 травня 1932, Інсбрук) — австро-угорський воєначальник, генерал піхоти.

## Біографія
Дитинство провів в Ґраці, де також закінчив середню школу. Потім навчався в кадетському училищі, після чого в листопаді 1878 році був призначений на службу в 27-й єгерський батальйон. Служив в батальйоні до жовтня 1893 року, коли весь батальйон став частиною тірольського єгерського полку, після чого Вебер продовжив службу в полку. У 1895 році переведений на службу в 20-й єгерський батальйон, дислокований в Тревізо. З травня 1898 року служив в Генеральному штабі. В листопаді 1898 року призначений начальником штабу 27-ї піхотної дивізії, дислокованої в Кошицях.
У листопаді 1901 року Вебер був переведений на службу в штаб-квартиру 2-го корпусу у Відні. З квітня 1905 року служив в 68-му піхотному полку в Сараєво, де командував батальйоном. В квітні 1907 року став командиром 69-го піхотного полку в Пече. У травні 1911 року йому було доручено командування 4-ю гірською бригадою. До початку Першої світової війни, в червні 1914 року, Вебер був призначений суддею, в липні — віцепрезидентом Вищого військового суду у Відні.
На початку Першої світової війни йому було доручено командування військовим портом Котор з метою захисту порту і Которської затоки, які були найближче до чорногорського кордону. У січні 1915 року прийняв командування 47-ї піхотної дивізії, з якою в складі 19-го корпусу під командуванням Ігназа Тролльманна брав участь у завоюванні Чорногорії. Після завершення успішних операцій Вебер був призначений військовим губернатором Чорногорії.
У липні 1917 року Вебер став командиром 10-го корпусу, замінивши Карла Крітека. Він командував зазначеним корпусом, який знаходився на східному фронті, до березня 1918 року.У червні він був призначений командувачем 18-м корпусом, яким командував всього місяць. В липні став командиром 6-го корпусу, з яким брав участь в битві при Вітторіо Венето. Останнє призначення Вебера відбулося на початку жовтня 1918 року, коли він був призначений головою комісії з перемир'я з метою узгодження умов припинення військових дій. Вебер підписав угоду про перемир'я від імені Австро-Угорщини на віллі Джусти, яка фактично означала беззаперечну капітуляцію австро-угорських військ.
Після закінчення війни Вебер пішов у відставку 1 січня 1919 року. Жив в Мерано, Вісбадені та Швейцарії.

## Сім'я
В 1886 році одружився з Терезою Баумгартнер. В шлюбі народились сини Норберт (7 липня 1886 — 26 серпня 1914; загинув у бою в Галичині) і Гвідо (13 вересня 1887).  У 1901 році він одружився з Ганною Гебенштрайт, в якої був дорослий син від першого шлюбу Вольфганг Вальдгерр.

## Звання
- Лейтенант (1 листопада 1880)
- Оберлейтенант (1 травня 1886)
- Гауптман 2-го класу (1 жовтня 1893)
- Гауптман 1-го класу (1 листопада 1895)
- Майор (1 листопада 1898)
- Оберст-лейтенант (1 травня 1902)
- Оберст (1 травня 1905)
- Генерал-майор (2 травня 1911)
- Фельдмаршал-лейтенант (8 серпня 1914)
- Генерал піхоти (17 листопада 1917)

## Нагороди
- Ювілейна пам'ятна медаль 1898
- Хрест «За вислугу років» (Австрія) 2-го класу для офіцерів (25 років)
- Ювілейний хрест
- Пам'ятний хрест 1912/13
- Хрест «За військові заслуги» (Австро-Угорщина)
  - 3-го класу
  - 2-го класу з військовою відзнакою і мечами
- Бронзова медаль «За військові заслуги» (Австро-Угорщина) з військовою відзнакою
- Орден Франца Йосифа
  - офіцерський хрест
  - великий хрест з військовою відзнакою
- Орден Залізної Корони 2-го класу з військовою відзнакою
- Почесний знак Австрійського Червоного Хреста 1-го класу
- Залізний хрест 2-го і 1-го класу
- Військова медаль (Османська імперія)
- Військовий орден Марії Терезії, лицарський хрест
- Пам'ятна військова медаль (Австрія) з мечами